# Warza
Warza là một đô thị ở huyện Gotha, ở bang Thüringen, Đức. Đô thị này có diện tích 6,49 km², dân số thời điểm ngày 31 tháng 12 năm 2006 là 754 người.